# U.S. Highway 23
Der U.S. Highway 23 (kurz US 23) ist ein United States Highway in den Vereinigten Staaten. Er verläuft in Nord-Süd-Richtung durch die Bundesstaaten Michigan, Ohio, Kentucky, Virginia, Tennessee, North Carolina, Georgia und Florida auf einer Strecke von etwa 2274 Kilometern. Die Endpunkte liegen im Norden in Mackinaw City in Michigan und im Süden in Jacksonville in Florida.
Die Straße war Bestandteil des im Jahr 1926 begonnenen ersten nationalen US-Straßenbauprogramms. Auf ihr zogen viele Zuwanderer aus dem Süden und den Appalachen in die industriellen Zentren des Nordens.

## Verlauf

### Florida
Das südliche Ende des Highways befindet sich im nördlichen Zentrum der Stadt Jacksonville an einer Straßenkreuzung mit den Highways 1 und 17. Von dort aus verlässt der Highway die Stadt in nordwestliche Richtung und kreuzt die Interstate 95 und 295, bis er ab Callahan gleichbedeutend mit den U.S. Highways 1 und 301 Kurs auf die Staatengrenze zu Georgia nimmt.

### Georgia

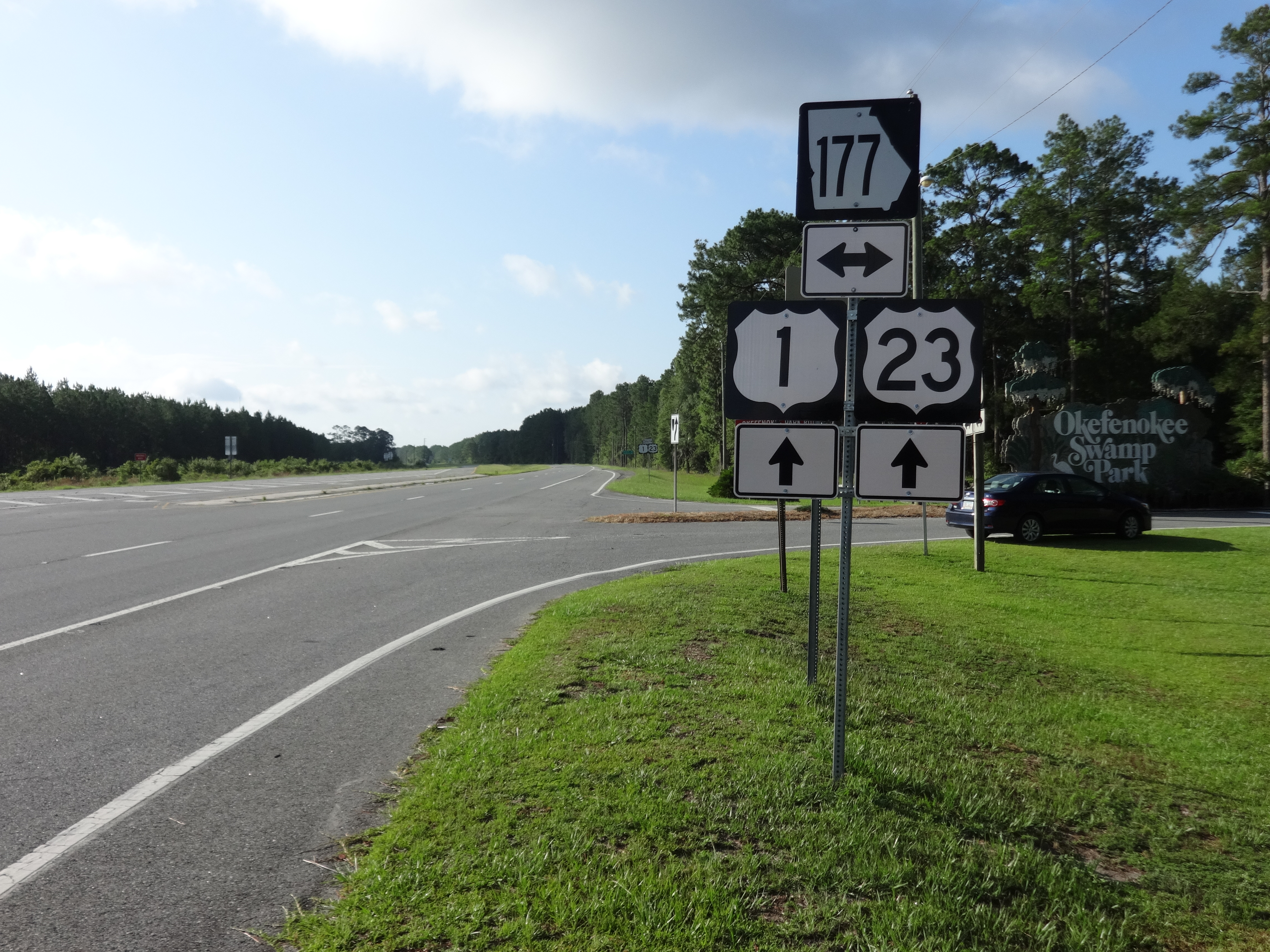
US 23 in Georgia

Mit der Überquerung des St. Marys River führt die Straße nach Georgia. Dort behält sie ihren nordwestlichen Kurs bei, überquert in Zentral-Georgia den Ocmulgee River und kreuzt schließlich bei Macon die Interstate 16 und Interstate 75. Im Gegensatz zu dieser Interstate nimmt der Highway einen kleinen Umweg durch das bewaldete Hinterland, führt dann aber südwestlich von Atlanta wieder in die Nähe der Interstate 75, wo er ebenfalls die Interstate 675 und Interstate 285 in den Randgebieten von Atlanta kreuzt. Danach führt er östlich der Stadtmitte nach Norden, kreuzt die Interstate 20 und trifft auf den U.S. Highway 78. Mit diesem wird er einige Kilometer auf einer Strecke geführt, um dann wieder selbständig nach Norden und Nordosten etwa parallel zur Interstate 85 und zum Chattahoochee River zu verlaufen. Etwa in Höhe des Lake Lanier ist die Straße dabei gleichbedeutend mit der Interstate 985. In der Nordostecke von Georgia führt der Highway schließlich durch deutlich hügeligeres Gelände nach Norden in Richtung der Grenze zu North Carolina.

### North Carolina
In North Carolina verläuft der Highway ausschließlich durch den Westteil des Bundesstaates durch die Blue Ridge Mountains in den Appalachen. Zunächst führt er nach Norden und ab dem Zusammentreffen mit dem Highway 74 nach Osten. Etwa ab Waynesville läuft er zusammen mit dem U.S. Highway 19 parallel zur Interstate 40 in Richtung Asheville und kreuzt den French Broad River. Ab dort ist er gleichbedeutend mit der Interstate 26 und führt nach Norden in Richtung Tennessee.

### Tennessee

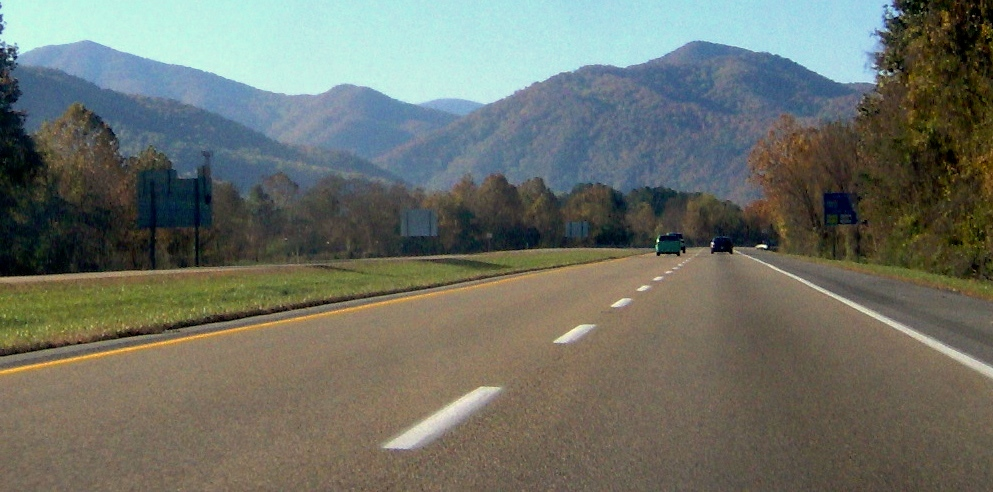
US 23 und I-26 in Tennessee, im Hintergrund die Bald Mountains

Der Highway durchquert den Ostteil von Tennessee fast auf der gesamten Strecke gleichbedeutend mit der Interstate 26. Auf der 126 Kilometer langen Strecke durch diesen Bundesstaat führen die beiden Straßen an Johnson City vorbei und kreuzen über ein Autobahnkreuz die Interstate 81. Erst bei Kingsport nach einer Brücke über den South Fork Holston River endet die Interstate 26 und der Highway führt auf den letzten wenigen Kilometern in Tennessee eigenständig nach Norden.

### Virginia
In Virginia verläuft der Highway ausschließlich durch den Westteil des Bundesstaates. Bereits etwa 5 km nördlich der Grenze zu Tennessee trifft er in Weber City auf den U.S. Highway 58 und läuft mit diesem zusammen nach Westen, um sich bei Duffield wieder abzutrennen. Von dort aus führt er nach Norden und überquert bei Pound die Grenze zu Kentucky.

### Kentucky
In Kentucky verläuft der Highway durch den äußersten Osten des Staates zunächst an Pikeville, Prestonsburg und Paintsville vorbei und ab Louisa entlang des Big Sandy River und der Grenze zu West Virginia. Am Zusammenfluss von Big Sandy River und Ohio River kreuzt der Highway die Interstate 64 und führt weiter am Ohio River entlang. Bei Portsmouth überquert er schließlich den Fluss und tritt damit in Ohio ein.

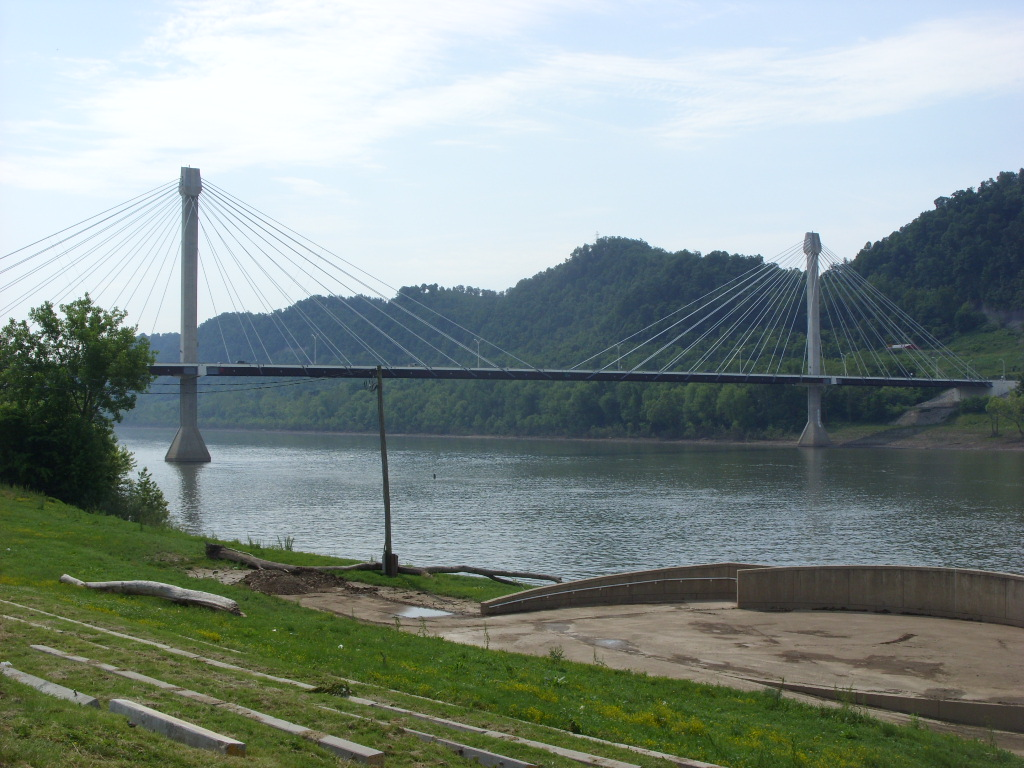
Auf der U.S. Grant Bridge überquert der US 23 den Ohio River zwischen Kentucky und Ohio

### Ohio
In Ohio verläuft der Highway direkt nach Norden entlang des Scioto River und kreuzt bei Chillicothe die Highways 35 und 50 sowie bei Circleville den U.S. Highway 22. Nördlich davon tritt der Highway bereits in den Großraum von Columbus ein, kreuzt die Interstate 270 und führt am Stadtviertel German Village vorbei. Danach überquert er die Interstates 70 und 71 und führt durch Downtown Columbus. Nördlich des Zentrums kreuzt er die Interstate 670 und verlässt den Großraum in nördliche Richtung. Ab dort schlägt er einen leicht nordwestlichen Kurs ein und führt an Delaware und Marion vorbei, bis er südwestlich von Toledo bei Perrysburg auf die Interstate 75 trifft und zusammen mit der Interstate 475 den Maumee River kreuzt. Ab dort führt er westlich der Metropolregion von Toledo vorbei nach Norden zur Grenze zu Michigan.

### Michigan
In Michigan behält der Highway seinen nördlich ausgerichteten Kurs bei, kreuzt bei Ann Arbor die Interstate 94 und führt in einiger Entfernung am Großraum Detroit vorbei. Bei Brighton kreuzt er die Interstate 96 und bei Flint die Interstate 69. Kurz vor Flint trifft der Highway auf die Interstate 75 und verläuft zusammen mit dieser weiter nach Norden Saginaw und der Saginaw Bay vorbei. Nördlich davon, bei Standish trennt er sich von der Interstate und führt nach Osten zur Küste des Huronsees. Ab dort folgt er der Küste in einem großen Bogen nach Norden und Nordosten und endet bei Mackinaw City an der Interstate 75 nach fast 2274 km.

## Zubringer und Umgehungen
- U.S. Highway 123 in Georgia und South Carolina (121 km)
- U.S. Highway 223 in Michigan und Ohio (75 km)